# (4544) Xanthus
(4544) Xanthus – planetoida z grupy Apolla okrążająca Słońce w ciągu 1,06 lat w średniej odległości 1,04 j.a. Została odkryta 31 marca 1989 roku. Przed nadaniem nazwy planetoida nosiła oznaczenie tymczasowe (4544) 1989 FB.